# Kościół św. Stanisława Kostki w Tarnowie
Kościół św. Stanisława Kostki – rzymskokatolicki kościół parafialny należący do dekanatu Tarnów Zachód diecezji tarnowskiej. Znajduje się na tarnowskim Osiedlu Zbylitowska Góra.

## Historia
Świątynię dobudowano do istniejącego klasztoru Sióstr Sacré Coeur w Zbylitowskiej Górze w latach 1908-10, dzięki staraniom Zgromadzenia Sióstr Najświętszego Serca Jezusowego. Zbudowana została według projektu tarnowskiego architekta Janusza Rypuszyńskiego. Budowla, pełniąca funkcję kaplicy klasztornej, została konsekrowana przez biskupa tarnowskiego Leona Wałęgę. Świątynia została znacznie uszkodzona w wyniku ostrzału artyleryjskiego podczas działań wojennych w 1915 roku. Po zakończeniu I wojny światowej został wyremontowany.  
Niedługo po II wojnie światowej świątynię zaczęto udostępniać wszystkim wiernym na nabożeństwa w niedziele i święta. W pierwszej połowie lat 70. XX wieku przeprowadzono gruntowny remont. Od 1980 roku, decyzją bpa Jerzego Ablewicza, pełni funkcję kościoła parafialnego. 

## Architektura
Budowla reprezentuje styl neoromański, jest murowana, została wzniesiona z cegły i otynkowana. Posiada jedną nawę, z węższym prezbiterium, zakończonym półkolistą apsydą oraz z kaplicą boczną od strony wschodniej. Nad prezbiterium jest nadbudowana druga kondygnacja, spełniająca rolę wieży. Wnętrze nakrywa strop kasetonowy. Od strony zewnętrznej świątynia jest obwiedziona fryzem arkadkowym. Okna znajdujące się w nawie są podwójne, o kształcie lancetowatym i są umieszczone w półkolistych płycinach. Nawę nakrywa dach dwuspadowy, natomiast wieżę nakrywa dach namiotowy.